# University of Hawaii at Manoa Women's Volleyball
La University of Hawaii at Manoa Women's Volleyball è la squadra di pallavolo femminile appartenente alla University of Hawaii at Manoa: milita nella Big West Conference della NCAA Division I.

## Palmarès
- NCAA Division I: 3

1982, 1983, 1987
- AIAW Division I: 1

1979

## Record
| Piazzamento          |    | Edizione |
| -------------------- | -- | --- |
| Tornei NCAA          | 42 | Vincitrice: 3 1982, 1983, 1987                                                                               |
| Tornei NCAA          | 42 | Finale: 2 1988, 1996                                                                                         |
| Tornei NCAA          | 42 | Semifinali: 4 2000, 2002, 2003, 2009                                                                         |
| Tornei NCAA          | 42 | Elite Eight: 10 1981, 1986, 1989, 1991, 1993, 1995, 1998, 2006, 2008, 2015                                   |
| Tornei NCAA          | 42 | Sweet Sixteen: 9 1985, 1990, 1994, 1999, 2001, 2004, 2005, 2011, 2019                                        |
| Tornei NCAA          | 42 | Secondo turno: 8 2007, 2010, 2012, 2013, 2014, 2016, 2021, 2023                                              |
| Tornei NCAA          | 42 | Primo turno: 6 1984, 1997, 2017, 2018, 2022, 2024                                                            |
| Titoli di conference | 26 | Big West Conference: 13 1987, 1988, 1989, 1990, 1995, 2012, 2013, 2015, 2016, 2019 2021, 2022, 2024          |
| Titoli di conference | 26 | Western Athletic Conference: 13 1998, 1999, 2000, 2001, 2002, 2003, 2004, 2005, 2006, 2007, 2008, 2009, 2011 |

## Conference
- Big West Conference[1]: 1985-1995
- Western Athletic Conference: 1996-2011
- Big West Conference: 2012-

## National Player of the Year
- Tonya Williams (1987, 1989)
- Angelica Ljungquist (1996)
- Kim Willoughby (2003)

## National Freshman of the Year
- Kanoe Kamana'o (2003)

## National Coach of the Year
- Dave Shoji (1982, 2009)

## All-America

### First Team
- Deitre Collins (1981, 1982, 1983)
- Nahaku Brown (1981)
- Kori Pulaski (1982)
- Joyce Kaapuni (1983)
- Suzanne Eagye (1986, 1987)
- Tonya Williams (1987, 1988, 1989)
- Karrie Trieschman (1989, 1990)
- Cheri Boyer (1990)
- Taikeasha Williams (1991)
- Angelica Ljungquist (1995, 1996)
- Robyn Ah Mow (1995, 1996)
- Heather Bown (1998, 1999)
- Lily Kahumoku (2000, 2002)
- Kim Willoughby (2001, 2002, 2003)
- Kanoe Kamana'o (2004, 2006)
- Kanani Danielson (2009, 2010, 2011)
- Brittany Hewitt (2010)
- Emily Hartong (2012, 2013)

### Second Team
- Reydan Ahuna (1985, 1986)
- Diana Jessie (1987)
- Anna Vorwerk (1988)
- Martina Cincernova (1988)
- Malin Fransson (1991)
- Cheri Boyer (1991)
- Angelica Ljungquist (1993, 1994)
- Lauren Duggins (2002)
- Kanoe Kamana'o (2003, 2005)
- Lily Kahumoku (2003)
- Victoria Prince (2004, 2005)
- Jamie Houston (2008)
- Emily Hartong (2011)
- Nikki Taylor (2015, 2016)
- Emily Maglio (2017)

### Third Team
- Jamie Houston (2006)
- Kanani Danielson (2008)
- Aneli Cubi-Otineru (2009)
- Olivia Magill (2015)
- Amber Igiede (2022, 2023)

## Allenatori
- Alan Kang: 1974
- Dave Shoji: 1975-2016
- Robyn Ah Mow: 2017-